# Gypsum (Colorado)
Gypsum ist eine Stadt des Eagle County im US-amerikanischen Bundesstaat Colorado. Das U.S. Census Bureau hat bei der Volkszählung 2020 eine Einwohnerzahl von 8.040 ermittelt. 

## Geographie
Gypsum liegt auf 39°38'40" nördlicher Breite und 106°56'25" westlicher Länge. Die nächstgelegene Großstadt ist Denver, das sich 150 Kilometer entfernt in östlicher Richtung befindet. Der Wintersportort Vail liegt im Osten und ist 50 Kilometer entfernt. Durch die Stadt führt der Interstate 70-Highway.

## Geschichtliches
Der Deutsche William Schliff gilt als der erste Siedler, der sich im Jahre 1881 im Gebiet niederließ. Weitere Siedler folgten. Nachdem die Denver and Rio Grand Railroad in den Ort führte, gab es 1888 bereits eine Post, verschiedene Läden und Geschäfte sowie Restaurants und Saloons. Die Gegend der heutigen Stadt war wegen ihres reichen Wildtierbestandes beliebt. 1905 ging selbst Theodore Roosevelt dort auf die Jagd. Die Stadt erlebte mit der Aufspürung von Gipsvorkommen (gypsum) einen Aufschwung und die Firma Eagle Gypsum Limited (heute American Gypsum) begann das Produkt im Tagebau (open-pit mining) zu fördern. Die Entdeckung von Gips gab der Stadt schließlich ihren Namen. Auch heute noch ist die Firma American Gypsum Hauptarbeitgeber der Stadt. 

## Demografische Daten
Im Jahre 2009 wurde eine Einwohnerzahl von 6299 Personen mit einem Durchschnittsalter von 30,3 Jahren ermittelt. Gegenüber dem Jahr 2000 ergab sich eine Steigerung der Einwohnerzahl um 72,4 %. Der Anteil der Bevölkerung mit deutscher Abstammung beträgt fast 20 % und stellt damit die größte Gruppe der Einwohner.